# Eremotylus vitripennis
Eremotylus vitripennis är en stekelart som först beskrevs av Henry Keith Townes, Jr. 1971.  Eremotylus vitripennis ingår i släktet Eremotylus och familjen brokparasitsteklar. Inga underarter finns listade i Catalogue of Life.